# Pacajus
Pacajus è un comune del Brasile nello Stato del Ceará, parte della mesoregione Metropolitana de Fortaleza e della microregione di Pacajus.